# John Murray (1808–1892)

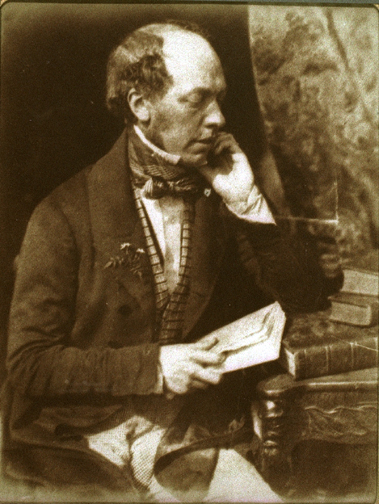
John Murray III

John Murray (III), född 16 april 1808 i London, död där 2 april 1892, var en engelsk bokförläggare. Han var son till John Murray. 
John Murray, som sedan 1828 var faderns kompanjon, behöll vid dennes död 1843 affären och upptog senare, även han, en sin son, John Murray IV (1851–1928), till meddelägare. En samling reseguider, "Handbooks for Travellers", som från 1829 utgavs av Murray och delvis författades av honom själv, blev förebilden för liknande arbeten i Frankrike och Tyskland, exempelvis Baedekers. Bland författare, vilkas arbeten Murray förlagt, märks lord Mahon, David Livingstone, du Chaillu, Lyell, Roderick Murchison, Darwin och Schliemann.